# Manizha
Manizha Dalerovna Sangin conhecida como Manizha (Duxambé, 8 de julho de 1991) é uma cantora, compositora e ativista rusa de ascendência tajique. Ela representou Rússia no Festival Eurovisão da Canção 2021.

## Discografia

### Álbuns
- Manuscript (2017)
- ЯIAM (2018)

### EP
- Womanizha (2019)